# Lycaena hyacinthus
Lycaena hyacinthus är en fjärilsart som beskrevs av Herrich-Schäffer 1847. Lycaena hyacinthus ingår i släktet Lycaena och familjen juvelvingar. Inga underarter finns listade i Catalogue of Life.